# Euproctis chrysophila
Euproctis chrysophila är en fjärilsart som beskrevs av Walker 1865. Euproctis chrysophila ingår i släktet Euproctis och familjen tofsspinnare. Inga underarter finns listade i Catalogue of Life.